# Route nationale 643 (Belgique)
 (avril 2020).
Si vous disposez d'ouvrages ou d'articles de référence ou si vous connaissez des sites web de qualité traitant du thème abordé ici, merci de compléter l'article en donnant les références utiles à sa vérifiabilité et en les liant à la section « Notes et références ».
Pour les articles homonymes, voir Route nationale 643.
La route nationale 643 est une route nationale de Belgique de 14 kilomètres qui relie Bierwart à Ben-Ahin (Huy), via Waret-l'Évêque et Wanze.

## Description du tracé

### Communes sur le parcours
- Région wallonne
  -  Province de Liège
    - Bierwart
    - Waret-l'Évêque
    - Lavoir
    - Longpre
    - Wanze
    - Ben-Ahin

### Dédoublements

#### N643b
Pour les articles homonymes, voir Route nationale 643b.
La route nationale 643b est une route nationale de Belgique de 2,3 kilomètres qui relie Wanze à Huy. Elle se prolonge par la N643 à Wanze.

### Communes sur le parcours
- Région wallonne
  -  Province de Liège
    - Wanze
    - Huy